# Göbekli Tepe
Göbekli Tepe régészeti lelőhely a mai Törökország délkeleti részén. A lelőhelyen végzett feltárások során a romok kiásásakor az emberiség eddig ismert legkorábbi körtemplomait tárták föl. A régészek szénizotópos mérései alapján az építmény mintegy 12 000 éves. 2017-ben a lelőhely bizonyos részei még több mint 90%-ban feltáratlanok. A felszín alatt több, álló oszlopok alkotta kőkör is található, amelyek sok ezer évvel előzik meg Stonehenge-et. A Würm-glaciális végén letelepült vadászközösség hozhatta létre. Ennek alapján megállapították, hogy a szakrális, szociális és műveltségi kapcsolatok is lehettek alapjai az emberek társadalomba szerveződésének (lásd még: Anatóliai Civilizációk Múzeuma), ami esetleg meg is előzhette a növénytermesztő társadalmat (lásd: neolitikus forradalom). Idővel az itteni közösség is elkezdte a növénytermesztést és a háziállatok tenyésztését.
Egy 2017-es tanulmány szerzői arra a következtetésre jutottak, hogy egy feltárt, az ún. keselyűkő ábrázolásai egy üstökös maradványainak becsapódását rögzítették, amely i. e. 10 900 körül következett be, tömeges fajkihalással és a korai civilizációk összeomlásával járva. (lásd: pleisztocén–holocén becsapódási esemény)

## A lelőhely leírása, feltárása
A környék legnagyobb városa, Şanlıurfa önmaga is ősrégi település. A várostól északra emelkednek a Tigris és Eufrátesz forrásvidékét rejtő és egész Dél-Törökországon áthúzódó hegyek déli domborulatai, amelyek egyik lágy ívű részét Göbekli Tepe („Pocakos hegy”) néven hívják a helyiek. Göbekli Tepe Şanlıurfától 12 km-re kelet-északkeletre van.
A Chicagói Egyetem régészei már az 1960-as években helyszíni bejárást végeztek itt, a környéket, és Göbekli Tepét nem tekintették jelentősnek, feltételezésük szerint valószínű, hogy a bizánci időkben katonai telephely lehetett. Szerintük a helyszínen talált törött mészkőtömbök pedig sírkőtöredékek lehetnek.
Klaus Schmidt, a Német Régészeti Intézet (DAI) munkatársa 1994 őszén Törökország délkeleti részét járta, feltárásra váró helyszínt keresve. Elolvasta a chicagói kutatók leírását, és úgy döntött, megnézi magának Göbekli Tepét. A hegytetőre felérve szinte pillanatok alatt pattintott kőszerszámok rengeteg szilánkjára talált. Rögtön rájött, hogy évezredekkel ezelőtt nagyon sokan tevékenykedhettek a környéken, a mészkőtömbök pedig nem a bizánci, hanem jóval régebbi kor emlékei.
1995-ben Schmidt és a Német Régészeti Intézet munkatársai a sanliurfai városi múzeum támogatásával feltárásba kezdtek Göbekli Tepében. Már centiméterekkel a talajfelszín alatt mívesen megmunkált kövekre bukkantak, álló oszlopok alkotta kőkört találtak. Schmidt és kollégái – évenkénti turnusokban érkező fiatal német és török régészek, valamint helyi munkások segédletével – egy második kőkör maradványait is feltárták, majd következett a harmadik, és még továbbiak. (A 2003-ban végzett geomágneses vizsgálatok szerint legalább húsz kőgyűrű rejtőzik egymás mellett, látszólagos összevisszaságban a föld alatt.) A kőoszlopok gigásziak, a legnagyobbak öt és fél méteresek, súlyuk 15 tonna körül van. A rajtuk levő domborművek állatokat ábrázolnak. Feltűnő, hogy más-más stílusban: vannak köztük egészen elnagyoltak, de finoman megmunkáltak is; jelentésük szimbolikus, akár a bizánci művészet alakjainál.

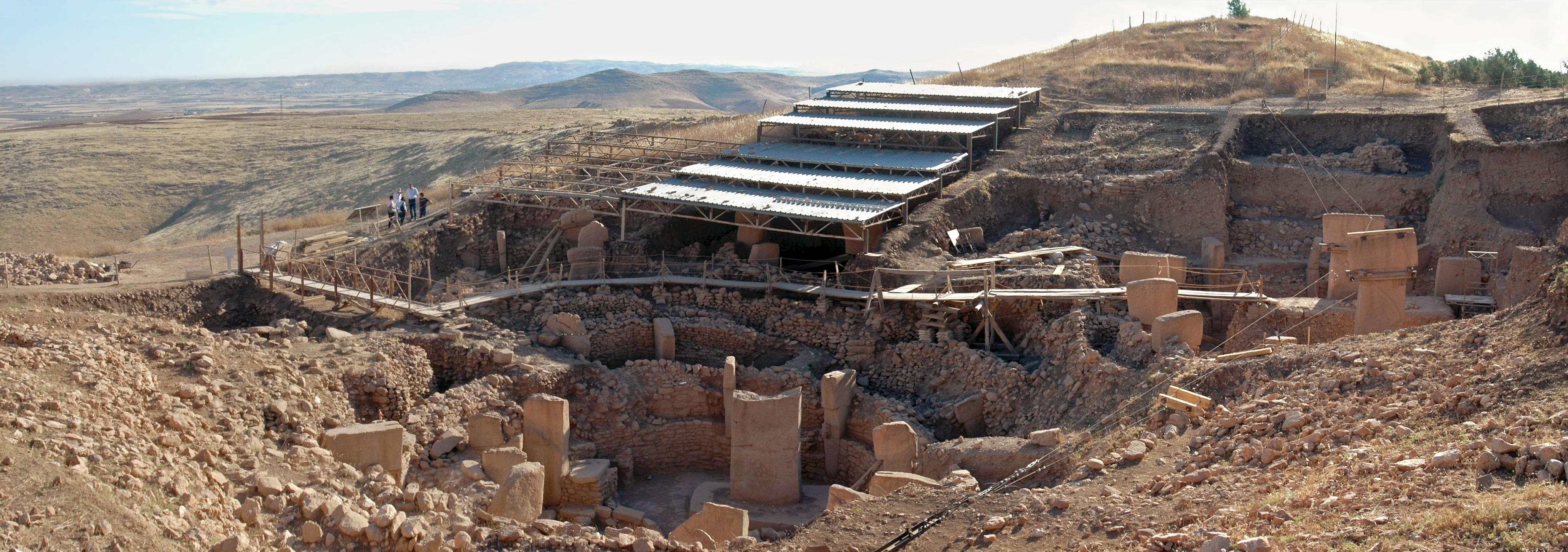
Göbekli Tepe ásatási helyszíne

## A feltárás és leletei

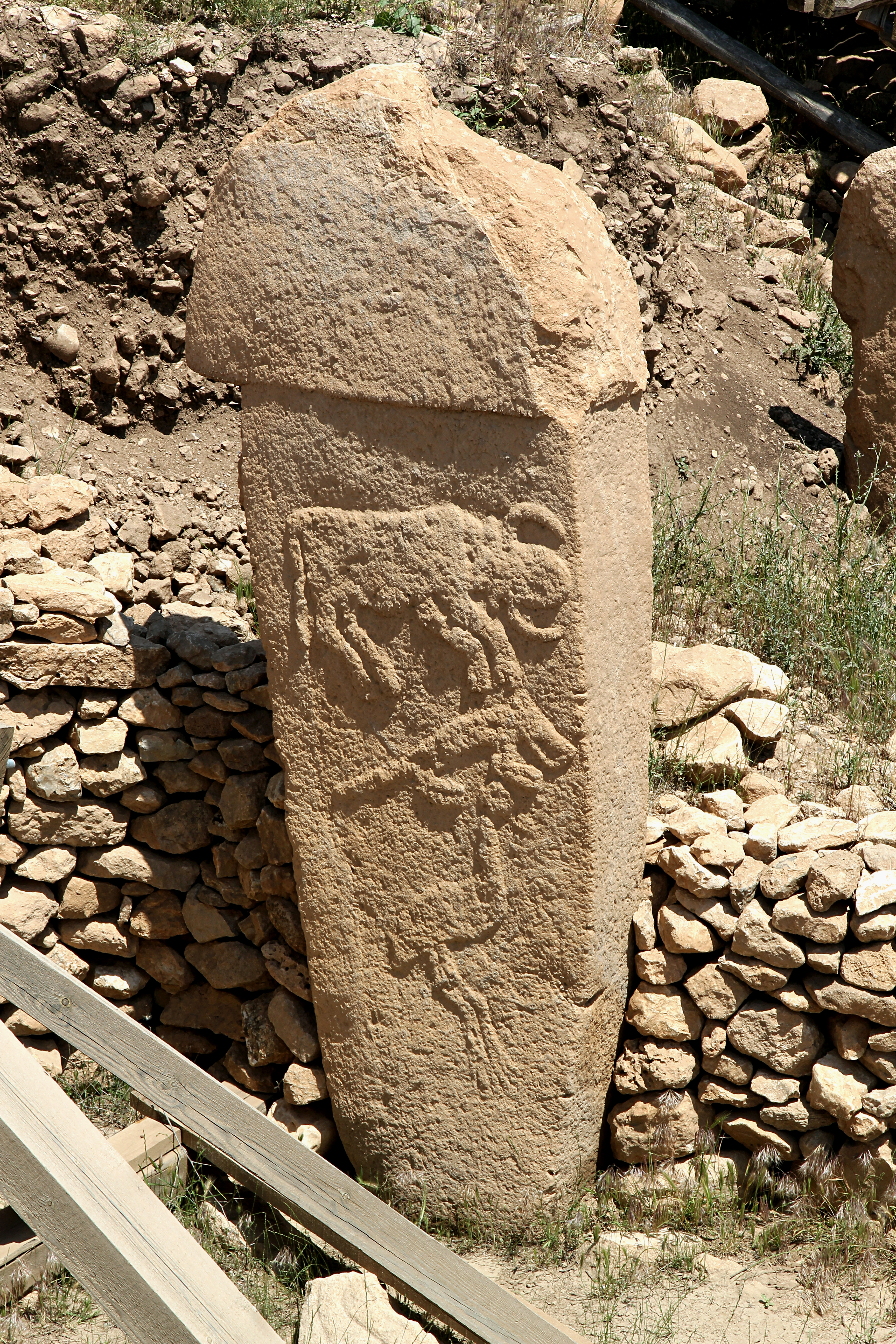
Göbekli Tepe állatokat ábrázoló egyik kőoszlopa

A hegy más részéről pattintott kőszerszámok: újkőkori kések, bárdok és hajítófegyverek tömege került elő. Az építőkövet messziről, a szomszéd völgyekből kellett a helyszínre vonszolni.
Göbekli Tepe kőkörei nagyon egyszerű formatervet követnek: irdatlan oszlopok vagy álló T betűt formázó mészkőtömbök alkotják mindegyiket. Feltűnően laposra faragták a kőpilléreket. Ötödakkora, mint a szélességük. Jó karnyújtásnyira magasodnak egymástól, kurta kőfal fut körbe közöttük. Minden gyűrű közepén két-két magasabb oszlop áll sekély gödörben. Akik itt ügyködtek, még nem konyítottak az építés trükkjeihez. Mégis odavittek jó néhány irdatlan tömböt, hogy azokból szakrális jellegű építményeket hozzanak létre, valószínűleg társadalmuk hanyatlásakor – nagyjából 12 000 éve –, amik nem mellesleg jobb állapotban vannak, mint az eddig ismertté vált piramisok. Nem sok olyan tárgyat vagy építményt ismerünk, ami ennél régebbről származna.
Schmidt régész szerint a T alakú oszlopok valószínűleg stilizált emberi lények lehetnek. Faragott karjuk van, kezük ágyékkötővel fedett hasuk felé nyúl. Erre utal az is, hogy mindegyik a kör közepe felé néz, ahol talán közösségi – rituális gyűlés vagy tánc zajlott. A régészek – bár véleményt nyilvánítani még korai – úgy vélik, valamiféle vallási rituálé részei lehettek ezek az oszlopok. Faragásaik zömmel gyilkos teremtményt – mérges skorpiót, támadó vadkant, bősz oroszlánt – ábrázolnak. Az oszlopfigura őrzői vagy totemállatai lehettek ezek a fenevadak.
Egyre több és több jel sugallja, hogy Göbekli Tepe körei valami okból egy idő után elveszítették mágikus hatalmukat, vagy legalábbis a jelentőségüket. Építése után néhány évtizeddel minden oszlopkört betemettek, és új, már kisebb kört (olykor azon belül egy még kisebbet) emeltek fölé. Aztán ezeket is föltöltötték, és a közelben új kőkör építésébe kezdtek. Évszázadokon át mehetett ez így – megépítettek egy kört, használták egy ideig, majd betemették, és másikat emeltek a helyén. Göbekli Tepe építői idővel egyre hanyagabbak lettek. Az első kőkörök a legnagyobbak és technikai-művészi értelemben legkidolgozottabbak. Az idő múlásával kisebbek és egyszerűbbek lettek az oszlopok, mintha készítőiket már nem érdekelte volna igazán a minőség. Aztán i. e. 8200 táján egészen kiveszett belőlük a buzgalom, Göbekli Tepe lassan feledésbe merült.

## Hiányzó településnyomok

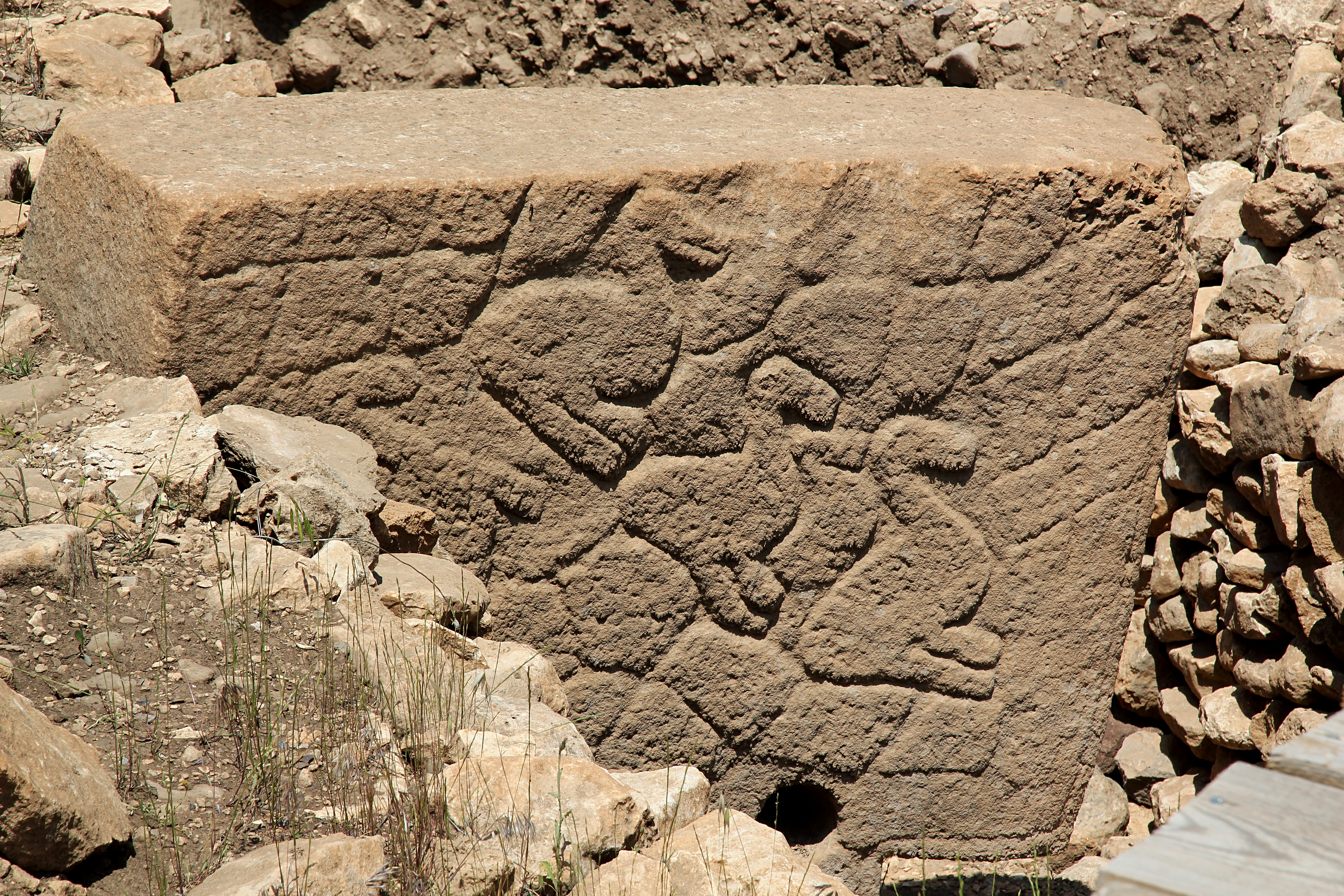
Göbekli Tepe, kőbe faragott állatalakok

A Göbekli Tepében folyó régészeti ásatások különössége, hogy településnek nyomát sem lelték. Az oszlopok kifaragásához és felállításához nyilvánvalóan jelentős munkástömegre volt szükség, viszont a helyszínen a folyamatos emberi tevékenységet biztosító elemi szükségletek nyomai nem találhatók. Nincs víz, a legközelebbi patak mintegy öt kilométerre van. Az építőknek – ha itt laktak – fedett szállás kellett volna, de se fal, se tűzhely maradványa nem került elő. Semmi jele, hogy a környéken élelemtermesztést végeztek, vagy földet műveltek volna. Főző-, sőt tűzrakó helyet sem találtak.
Minden jel arra vall, hogy Göbekli Tepe kizárólag kultuszhelyként, szertartási központként működött. Aki idejött, csak a munkáját végezte, lakni nem itt lakott. A helyszínen talált több ezer csont (gazellák, vadtulkok maradványa) arról árulkodik, hogy messze innen ejtették, és szállítmányokban küldhették az építőknek. Nagyszabású vállalkozás volt maga az élelem szállítása is, amit meg kellett szervezni, le kellett bonyolítani. Azonban mindeddig nincs bizonyíték arra, hogy valamiféle közösségi hierarchiában éltek Göbekli Tepe építői. Nyoma sincs annak, hogy az itteniek közt vagyoni – tehát társadalmi, tekintélyi, hatalmi – különbségek voltak. Még arra sem utal lelet, hogy az itteniek közül egyesek jobb ételhez jutottak, mint a többiek.
Schmidt úgy véli, hogy környékbeli vadászó-gyűjtögetők zarándokoltak Göbekli Tepébe. Másfél száz kilométeres körzetből gyűltek össze időről időre a templomnál. Lehetséges, hogy ajándékkal érkeztek – fizetséget hoztak a papoknak és a kőfaragóknak. Nemcsak a templom építéséhez, hanem a zarándokok irányításához is szervezettség kellett. „Valószínűleg énekkel-dobszóval érkezett a nép, a fáklyák fényében sejtelmes táncot jártak a kőoszlopok, a faragott állatalakok.”

## Az ásatási helyszín és a leletek régészeti jelentősége

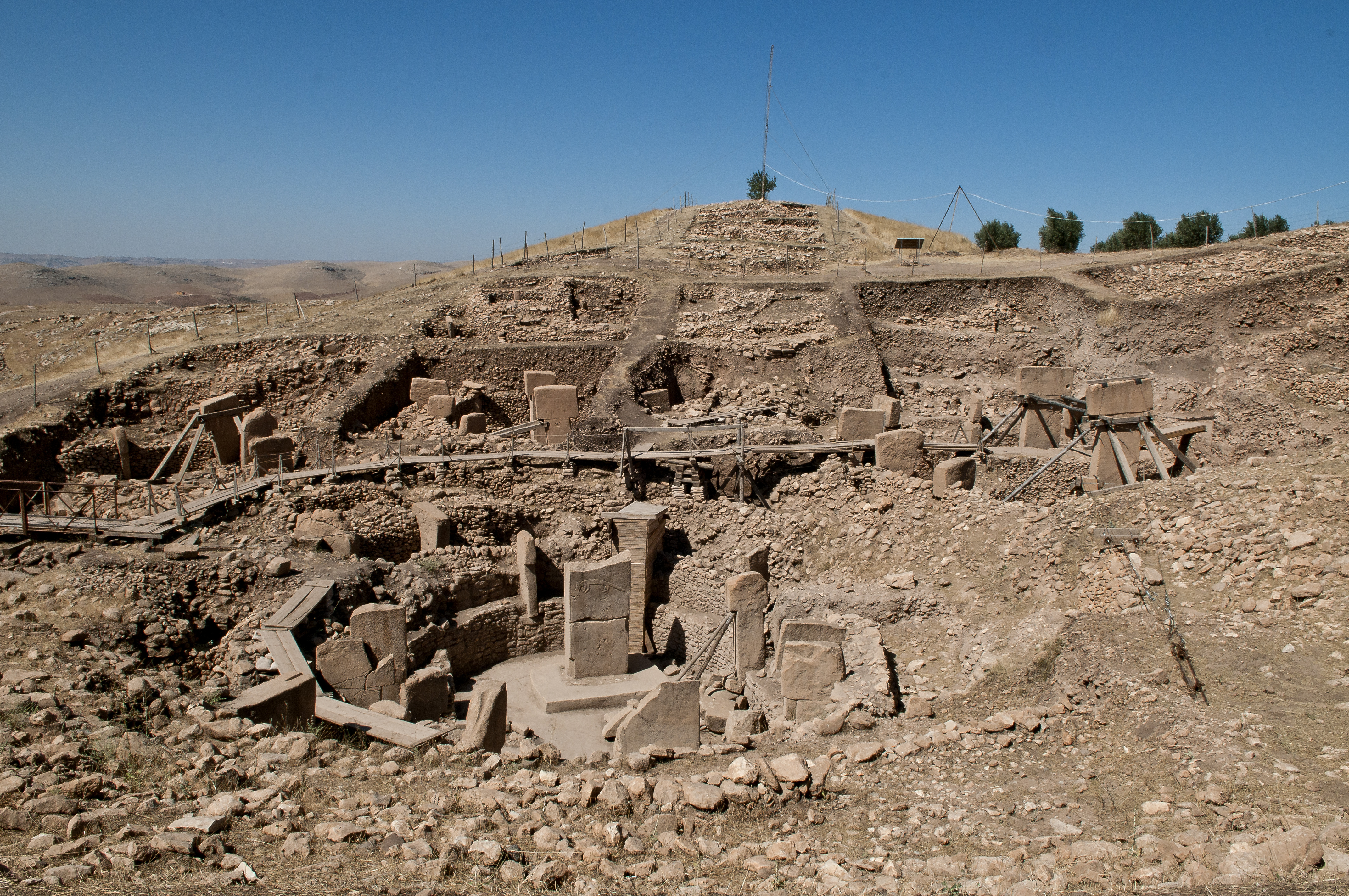
Az ásatási terület 2011-ben

Göbekli Tepe régészeti feltárásának eredményei igen jelentősek azon a régészettudományban folyó vitában, amely a civilizációk kialakulási módjának, helyének megállapítására – vagyis a neolitikus forradalomra – vonatkoznak.
Gordon Childe szerint a földművelés volt mindenek kezdete; ez a nagy horderejű újítás tette lehetővé, hogy az ember új úton haladjon, hatalmat szerezzen a természet felett. Keleten a Tigris és az Eufrátesz találkozásánál végződött a Termékeny félhold. Ezen a vidéken alakult ki az i. e. IV évezred táján a Sumer Birodalom. Childe idejében még az volt az általános nézet, hogy a sumerok kultúrájától számíthatjuk civilizációnk felemelkedését.
Samuel Noah Kramer régész az 1950-es években még írta a könyvét, amikor új felfedezés kérdőjelezte meg az elméletet: a Termékeny Félhold nyugati részén, a hajdani Levantéban 13 ezer éves települések maradványaira bukkantak a régészek, az első lelőhelyről elnevezett Natúf-kultúra falvaira. Ezek a jégkorszak enyhülésével alakultak ki, miután a vidék éghajlata enyhe lett és csapadékosra változott. A Natúfi kultúra azt sugallja, hogy a hordák először letelepedtek, és csak később, a környezeti változások hatására kezdtek a föld művelésébe. Ez az elgondolás egészen az 1990-es évekig tartotta magát. Az elmélet amúgy is időszerű volt, mert a közvélemény akkoriban kezdte felfogni, milyen nagy veszély a globális felmelegedés. A Natúfi-kultúra felfedezése ingatta meg először a neolit forradalom koncepcióját. Childe még azt hangoztatta, hogy a földművelés mint új fejlemény hozta létre a falvakat, indította el útján civilizációnkat. Viszont a natúfiak, miközben állandó, olykor több száz fős településeken éltek, még nem művelték meg a földet! Vadászó-halászó-gyűjtögető életmódot folytattak.
Schmidt fordított forgatókönyve szerint valójában a Göbekli Tepét építők és üzemeltetők, valamint a sereglő nép élelmezésére kezdtek vadon termő gabonaféléket termeszteni, majd háziasítani a környékbeliek. A mai alakor-búza legközelebbi ismert őse a „Karaca dag” lankáin terem; ez a hegy alig 100 kilométerre található Göbekli Tepétől. Eszerint a Childe elméletében mindenek elé helyezett földművelés talán egy még előbbrevaló késztetésből: a lélek mélyén gyökerező áhítatból született. A csoda iránti vágy vezette el az embert a hitét igazoló gigantikus kőépítményekhez.
Vannak, akik vitatják Schmidt feltevését. Az, hogy házak maradványai nem kerültek elő a helyszínen, még nem bizonyítja, hogy senki nem élt Göbekli Tepe területén. A Termékeny félholdat mint civilizációnk bölcsőjét kutató régészek egyre gyanakvóbbak, ha mindent átfogó, mindent megmagyarázó teória bukkan fel. Inkább úgy vélik, hogy a korszak különféle helyszínein más-más sorrendben rakosgatták egymásra a kultúra építőköveit, és az igazán jó kombinációk aztán időállónak bizonyultak, mások nem (pl. Dzsejtun). Az egyik tájon a földművelés lehetett az első építőkő, a másikon a művészet és a vallás, máshol a gyarapodó népesség, vagy a társadalmi szervezettség és hierarchia szolgálhatott alapként. „Talán nincs is egyetlen út a kultúra felé; minden közösség más-más ösvényen érkezett, és az idők során végül mindenütt ugyanoda jutott.”

## Csillagászati kapcsolat
Az építmények északi tájolása – ahogyan Çatalhöyük halottaié is – fölveti azt, hogy a csillagászat és az égi jelenségek megfigyelése talán fontos szerepet játszott a közösség műveltségében. Kézenfekvő feltételezésnek látszik, hogy a körtemplomok szoros kapcsolatban álltak az égbolt megfigyelésével.

## Irodalom

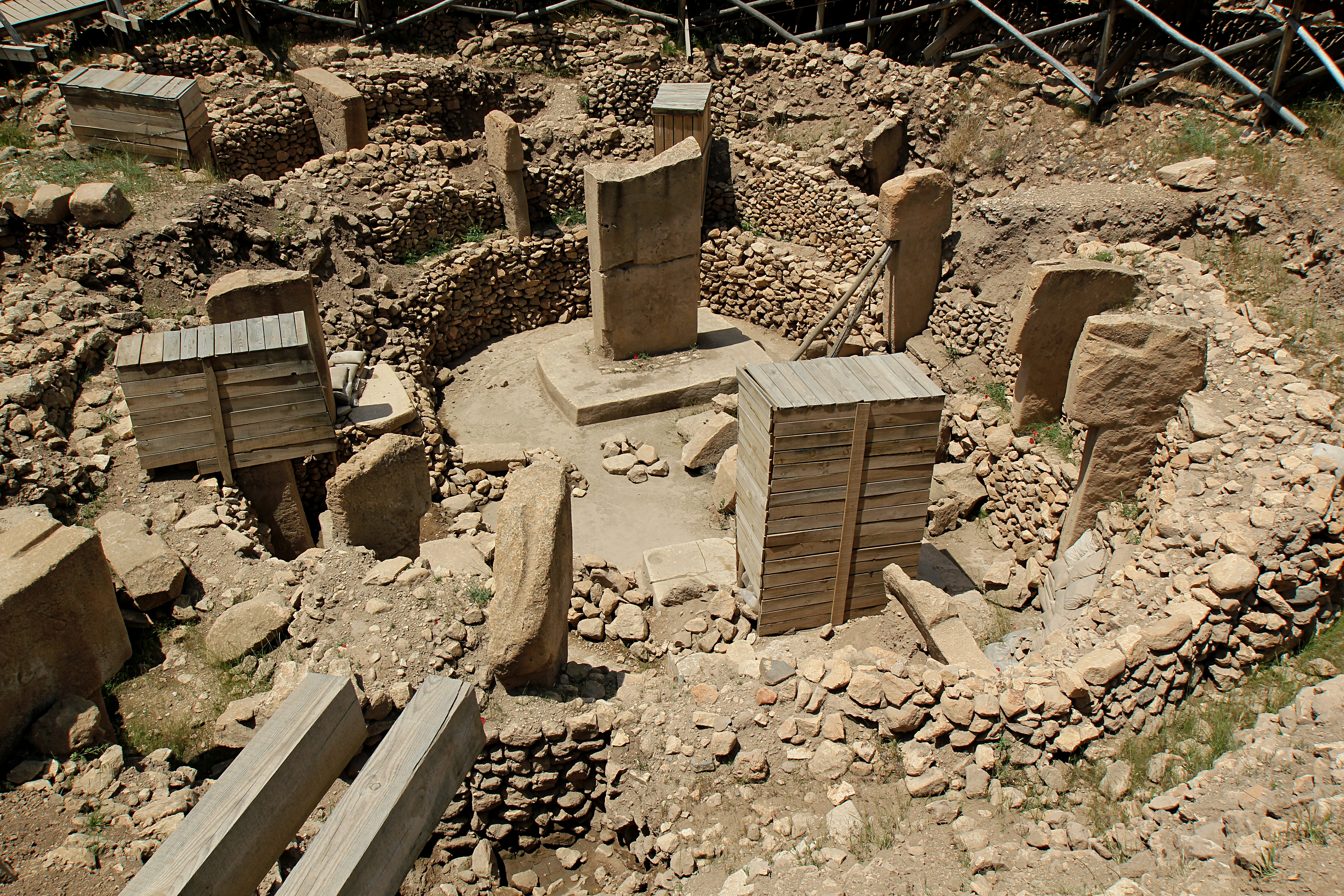
Göbekli Tepe: helyszín

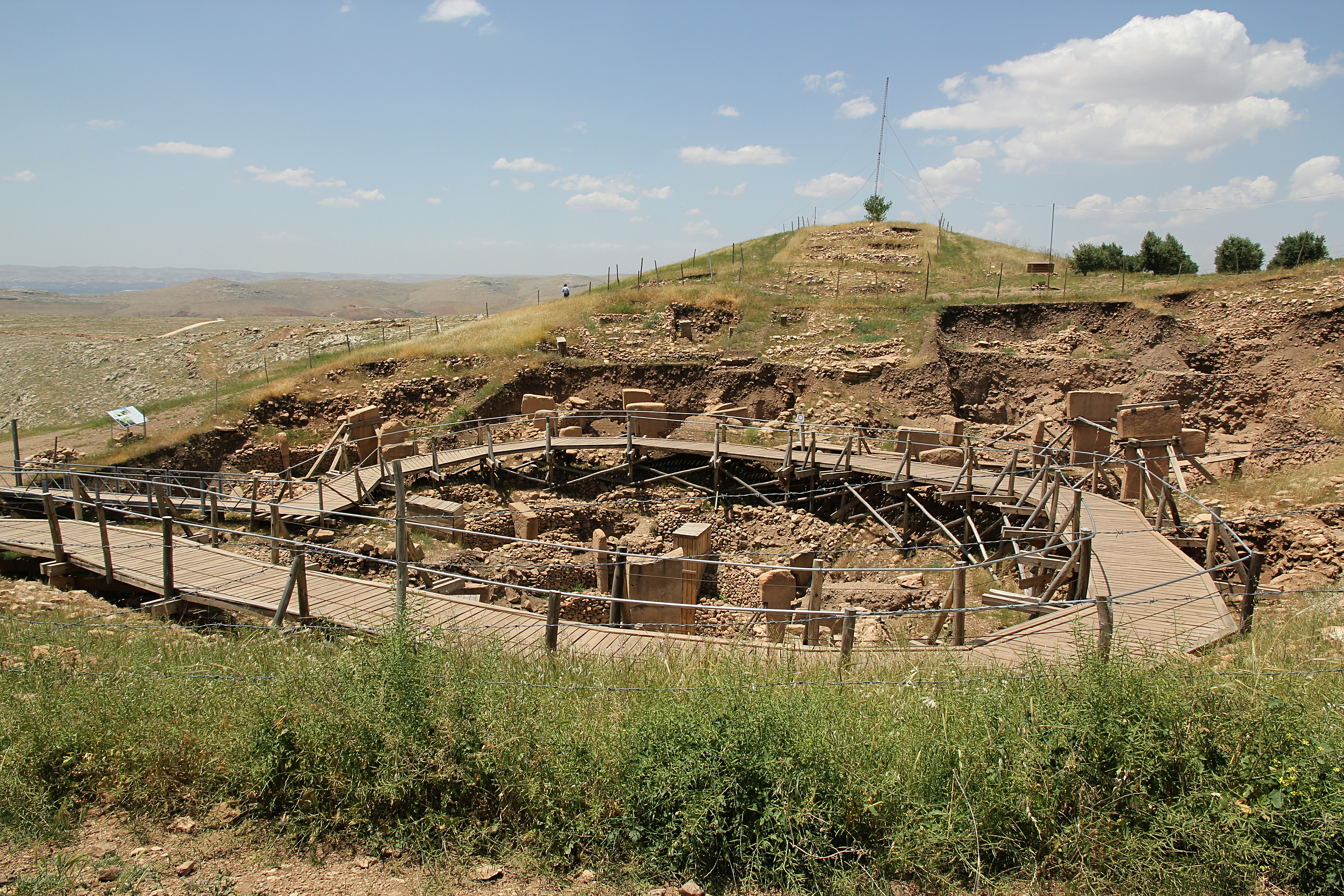
Göbekli Tepe: helyszín